# António Vítor Martins Monteiro

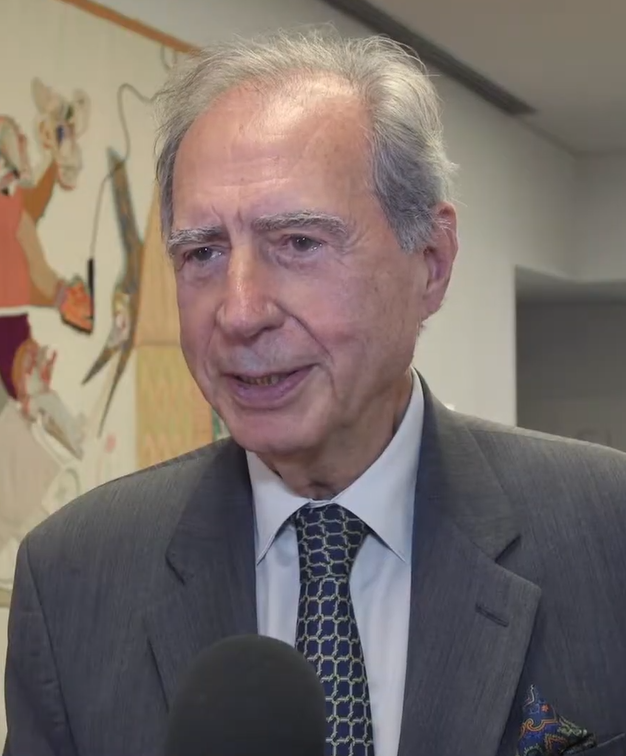
António Vítor Martins Monteiro, 2019

António Vítor Martins Monteiro (* 22. Januar 1944 in Angola) ist ein portugiesischer Diplomat und Politiker, der von 2004 bis 2005 Außenminister Portugals war.

## Werdegang
Monteiro machte an der Universität Lissabon  einen Abschluss in Jura.
Am 11. September 1967 bestand Monteiro den Aufnahmetest für den Posten eines Attachés an einer Botschaft und trat 1968 in den Dienst des Außenministeriums ein. 1971 wurde er Sekretär an der portugiesischen Botschaft in Kinshasa (Demokratische Republik Kongo/Zaire). 1976 war Monteiro an der portugiesischen Botschaft in  Rom (Italien) und 1977 folgte der Posten des Ständigen Vertreters Portugals bei der Ernährungs- und Landwirtschaftsorganisation der Vereinten Nationen (FAO) und des Gouverneurs in Vertretung des Internationalen Fonds für landwirtschaftliche Entwicklung (IFAD).
Von 1978 bis 1979 war Monteiro im portugiesischen Außenministerium stellvertretender Protokollchef, bevor er von 1981 bis 1987 zur Ständigen Vertretung Portugals bei den Vereinten Nationen nach New York ging. Hier war er ab 1984 der stellvertretende Missionschef. 1987 wurde Monteiro für vier Jahre im Außenministerium Kabinettschef des Staatssekretariats für Außenbeziehungen und Kooperation. In dieser Funktion war er von 1990 bis 1991 Teilnehmer der portugiesischen Delegation, die im angolanischen Friedensprozess vermittelte. Die Verhandlungen führten 1991 in Lissabon zur Unterzeichnung des Friedensvertrages für Angola. 1991 leitete Monteiro die temporäre Mission für Strukturen zum Friedensprozess in Angola und war Repräsentant bei der Gemeinsamen Politischen und Militärischen Kommission im angolanischen Luanda. 1993 wurde Monteiro Generaldirektor für politische und wirtschaftliche Angelegenheiten und 1994 Generaldirektor für Außenpolitik. Zwischen 1994 und 1996 diente er als Koordinator des Komitees für die ständige Koordination der Gemeinschaft der Portugiesischsprachigen Länder (CPLP).
Von Januar 1997 bis März 2001 war Monteiro ständiger Vertreter Portugals bei den Vereinten Nationen. Von 1997 bis 1998 vertrat Monteiro Portugal auch im UN-Sicherheitsrat und war Präsident des Rates von April 1997 bis Juni 1998. Zudem wurde er von Januar 1997 bis 1998 Vorsitzender des 1990 mit der Resolution 661 des UN-Sicherheitsrates gegründeten Komitees des Sicherheitsrat der Vereinten Nationen, das sich mit der Situation zwischen dem Irak und Kuwait beschäftigte. 2000 vertrat Monteiro Portugal beim Wirtschafts- und Sozialrat der Vereinten Nationen (ECOSOC), ab 2001 war er der Vize-Vorsitzende. Nach dem Ende seiner Zeit bei den Vereinten Nationen wurde Monteiro außerordentlicher und bevollmächtigter Botschafter in Frankreich und blieb es bis Juli 2004. Gleichzeitig war er Portugals Repräsentant bei der Europäischen Weltraumorganisation (ESA). Dazwischen war Monteiro ab 2003 Mitglied des Beratergremiums des Oceans Strategic Committee. In der Zeit von 2002 bis 2009 gehörte Monteiro zum Botschafterforum Agência Portuguesa para o Investimento.
Vom 17. Juli 2004 bis zum 12. März 2005 war Monteiro unter Premierminister Pedro Santana Lopes Außenminister Portugals. Im Juli 2005 ernannte UN-Generalsekretär Kofi Annan Monteiro zu seinem Hohen Repräsentanten für die Wahlen in der Elfenbeinküste. Den Posten hatte Monteiro bis 2006 inne. Von 2006 bis 2009 kehrte Monteiro nach Paris zurück, als portugiesischer Botschafter in Frankreich und Repräsentant bei der ESA. Es folgte vom 30. März 2009 bis 11. April 2011 die Mitgliedschaft im Aufsichtsrat der Banco Comercial Português (BCP). Dazu war Monteiro von 2010 bis 2011 Mitglied des Gremiums des UN-Generalsekretärs für das Unabhängigkeitsreferendum im Südsudan.
2011 arbeitete Monteiro in einem Arbeitskreis, den der portugiesische Premierminister geschaffen hatte, um die portugiesische Wirtschaft zu entwickeln und zu internationalisieren. Vom 11. April 2011 bis 28. Februar 2012 war Monteiro Vorsitzender des Aufsichtsrats der BCP und vom 18. April 2011 bis 28. Februar 2012 Mitglied des Entschädigungs- und Wohlfahrtsausschuss des BCP. Es folgte vom 28. Februar bis zum 19. Oktober 2012 der Vorsitz des Direktoriums der Fundação Millennium bcp und bis zum 11. Mai 2015 der Vorsitz des Direktoriums, Mitglied des Komitees für Nominierungen und Evaluierung und Mitglied des Komitees für Ethik und Professionelles Verhalten der Banco Privado do Atlântico-Angola. Bis zum 28. April war Monteiro schließlich Mitglied des Direktoriums der Banco Privado do Atlântico-Angola.

## Auszeichnungen
2012 erhielt Monteiro von Osttimors Präsidenten José Ramos-Horta die Medal des Ordem de Timor-Leste. Weitere Auszeichnungen hat Monteiro von Portugal, Frankreich, Griechenland, Finnland, Marokko, Brasilien, Deutschland und anderen.

## Privates
Monteiro ist verheiratet und hat zwei Kinder.